# Ander Cantero
Ander Cantero Armendariz (Pamplona, Navarra, 9 de enero de 1995) es un futbolista español que juega de guardameta en el Burgos CF de Segunda División de España.

## Biografía
Ander se formó en la cantera de Osasuna, a la que entró en el año 2002 con siete años. En la temporada 2012-13 promocionó al C. A. Osasuna Promesas, con el que descendió a Tercera División. Continuó una temporada más en el filial rojillo, donde mantuvo su puesto de titular.
El 13 de agosto de 2014 fue cedido por una temporada al Zamora C. F. de la Segunda División B. Sin embargo, el 30 de enero de 2015 se incorporó en calidad de cedido al Real Madrid C. F. "C" de la Tercera División. En el equipo madrileño fue titular habitual por delante de Álex Craninx.
El 3 de julio de 2015 se desvinculó del club pamplonés y firmó un contrato de cuatro años con el Villarreal C. F. para jugar en su equipo filial. Después de pasar su primera temporada como suplente de Aitor Fernández, fue titular en las siguientes dos campañas. Además, estuvo varios meses en el primer equipo como suplente debido a las lesiones de Asenjo y Andrés Fernández y, el 25 de octubre de 2017, debutó con el primer equipo castellonense en un encuentro de Copa del Rey ante la S. D. Ponferradina (1-0).
El 6 de julio de 2018 fue cedido al C. F. Rayo Majadahonda de la Segunda División. Tras una temporada con poca participación en el cuadro majariego, en julio de 2019, firmó un contrato de cuatro temporadas con el C. D. Lugo. Completó dos de ellas, ya que en julio de 2021 fue traspasado a la S. D. Eibar. Allí también estuvo un par de campañas y el 9 de agosto de 2023 llegó a un acuerdo para rescindir su contrato y fichar por el Racing Club de Ferrol.
El 7 de julio de 2024, firma por el Burgos CF de Segunda División de España.

## Selección nacional
Fue internacional en categorías sub-17, sub-18 y sub-19 de la selección española.

## Clubes
Actualizado al último partido disputado el 21 de septiembre de 2024.
| Club                   | País   | Año       | Partidos |
| ---------------------- | ------ | --------- | -------- |
| C. A. Osasuna Promesas | España | 2012-2014 | 53       |
| Zamora C. F.           | España | 2014      | 17       |
| Real Madrid C. F. "C"  | España | 2015      | 13       |
| Villarreal C. F. "B"   | España | 2015-2018 | 70       |
| Villarreal C. F.       | España | 2017      | 1        |
| C. F. Rayo Majadahonda | España | 2018-2019 | 11       |
| C. D. Lugo             | España | 2019-2021 | 76       |
| S. D. Eibar            | España | 2021-2023 | 30       |
| Racing Club de Ferrol  | España | 2023-2024 | 42       |
| Burgos CF              | España | 2024-     | 6        |